# Parafia Matki Bożej Królowej Świata w Cimochach
Parafia Matki Bożej Królowej Świata w Cimochach – parafia rzymskokatolicka, znajdująca się w diecezji ełckiej, w dekanacie Olecko – św. Jana Apostoła.